# Rubus tokinibara
Rubus tokinibara är en rosväxtart som först beskrevs av Kanesuke Hara, och fick sitt nu gällande namn av N. Naruhashi. Rubus tokinibara ingår i släktet rubusar, och familjen rosväxter. Inga underarter finns listade i Catalogue of Life.